# Jörg Pilawa
Jörg Michael Pilawa (né le 7 septembre 1965 à Hambourg) est un animateur de télévision allemand.

## Biographie
Après l'abitur au gymnasium Hummelsbüttel à Hambourg, il étudie deux ans la médecine, mais arrête puis passe un an dans un kibboutz en Israël. Après cela, il reprend des études d'histoire, ce qu'il interrompt également.
Néanmoins pendant ses études, il commence à travailler pour la radio et la télévision. En 1987, il devient animateur de Radio Schleswig-Holstein.
Il débute à la télévision en 1994 sur ProSieben avec un talk-shox 2 gegen 2. En 1996, il vient sur Sat.1 où il présente l'émission sportive ran , un talk-show qui porte son nom et Die Quiz Show. En 2001, il choisit ARD où il apparaît pendant trois ans dans Herzblatt. En 2004, il anime anime avec Sarah Kuttner le concours de sélection allemande pour le concours Eurovision de la chanson.
D'août 2001 à décembre 2007, il présente NDR Talk Show, d'abord avec Alida Gundlach, en avril 2002 Julia Westlake, ainsi que de juillet 2001 à septembre 2010 Das Quiz mit Jörg Pilawa ; quatre à six fois par an, le jeu passe en soirée.
En juillet 2009, Der große Coup sur ARD est un échec. Le 3 septembre 2009, son contrat avec ARD n'est pas renouvelé, Pilawa est transféré au second semestre 2010 pour ZDF. Il présente Das Quiz le 7 septembre 2010. Il est de retour un mois plus tard avec Rette die Million!. Fin 2011, il est dans Deutschlands Superhirn. À l'automne 2012, il anime la deuxième saison de Der Quiz-Champion et la nouvelle version de Ich kann Kanzler!.
En janvier 2012, on présente Jörg Pilawa comme le favori pour succéder à Thomas Gottschalk dans Wetten, dass..?.
En mars 2013, on annonce son retour sur ARD en 2014. En mai 2014 puis depuis février 2015, il anime Quizduell qui passe sur Das Erste et depuis janvier 2017 avec Stephanie Stumph le talk-show Riverboat sur MDR.

## Source de la traduction
- (de) Cet article est partiellement ou en totalité issu de l’article de Wikipédia en allemand intitulé « Jörg Pilawa » (voir la liste des auteurs).